# Apeadeiro de Lamelas
O Apeadeiro de Lamelas foi uma interface da Linha do Sabor, que servia a localidade de Lamelas, no concelho de  Torre de Moncorvo, em Portugal.

## História
Esta interface situava-se no lanço da Linha do Sabor entre Pocinho e Carviçais, que entrou ao serviço no dia 17 de Setembro de 1911. A linha foi encerrada em 1988.